# Chitonida
Chitonida es un orden dentro de los moluscos poliplacóforos. Contiene a los grupos más conocidos de quitones vivientes, los cuales se han relacionado sobre la base de la similitudes encontradas a nivel de las placas (concha), branquias, cáscara del huevo, esperma y el análisis molecular.

## Taxonomía
Los siguientes taxones tienen el nivel de suborden, superfamilia y familia:
- Acanthochitonina
  - Cryptoplacoidea
    - Acanthochitonidae
    - Cryptoplacidae
    - Hemiarthridae
    - Makarenkoplacidae †

  - Mopalioidea
    - Choriplacidae
    - Lepidochitonidae
    - Mopaliidae
    - Schizoplacidae
    - Tonicellidae
- Chitonina
  - Chitonoidea
    - Callistoplacidae
    - Callochitonidae
    - Chaetopleuridae
    - Chitonidae
    - Ischnochitonidae
    - Loricidae

  - Schizochitonoidea
    - Schizochitonidae